# Ruta buxbaumii
Ruta buxbaumii là một loài thực vật có hoa trong họ Cửu lý hương. Loài này được Poir. miêu tả khoa học đầu tiên năm 1804.